# Vườn quốc gia Gargano
Vườn quốc gia Gargano (Tiếng Ý: Parco nazionale del Gargano) là một vườn quốc gia nằm ở tỉnh Foggia, vùng Puglia, miền nam nước Ý. Nằm bên cạnh dãy núi Gargano, nó còn có tên là Vườn quốc gia Quần đảo Tremiti hay còn được biết đến là Rừng Umbra.

## Mô tả
Được thành lập vào ngày 6 tháng 12 năm 1991, vườn quốc gia có diện tích 118.144 ha khiến nó là một trong số những khu bảo tồn lớn nhất Ý. Vườn quốc gia bao gồm khu bảo tồn biển của Quần đảo Tremiti. Khu bảo tồn thiên nhiên Umbra với diện tích 84% là diện tích sồi tự nhiên nằm trong vườn quốc gia là một phần của Di sản thế giới Các khu rừng sồi nguyên sinh trên dãy Carpath và các khu vực khác của châu Âu được UNESCO công nhận mở rộng thêm vào năm 2017.
Địa chất ở đây chủ yếu là đá trầm tích, đá vôi và đá dolomit có niên đại từ kỷ Phấn trắng và Kỷ Jura chủ yếu dạng phân tầng và ảnh hưởng bởi hiện tượng phong hóa can-xtơ. Có ngoại lệ là Punta Pietre Nere, một khối núi đá đen có niên đại từ Kỷ Trias nằm trên bờ biển của Lesina. Hiện tượng vôi hóa khiến bờ biển của vườn quốc gia có những cảnh quan vô cùng ngoạn mục của rừng, biển, núi đá. Dọc theo bờ biển là các thung lũng hình thành do xói mòn và phong hóa đá vôi tạo thành.

## Hình ảnh

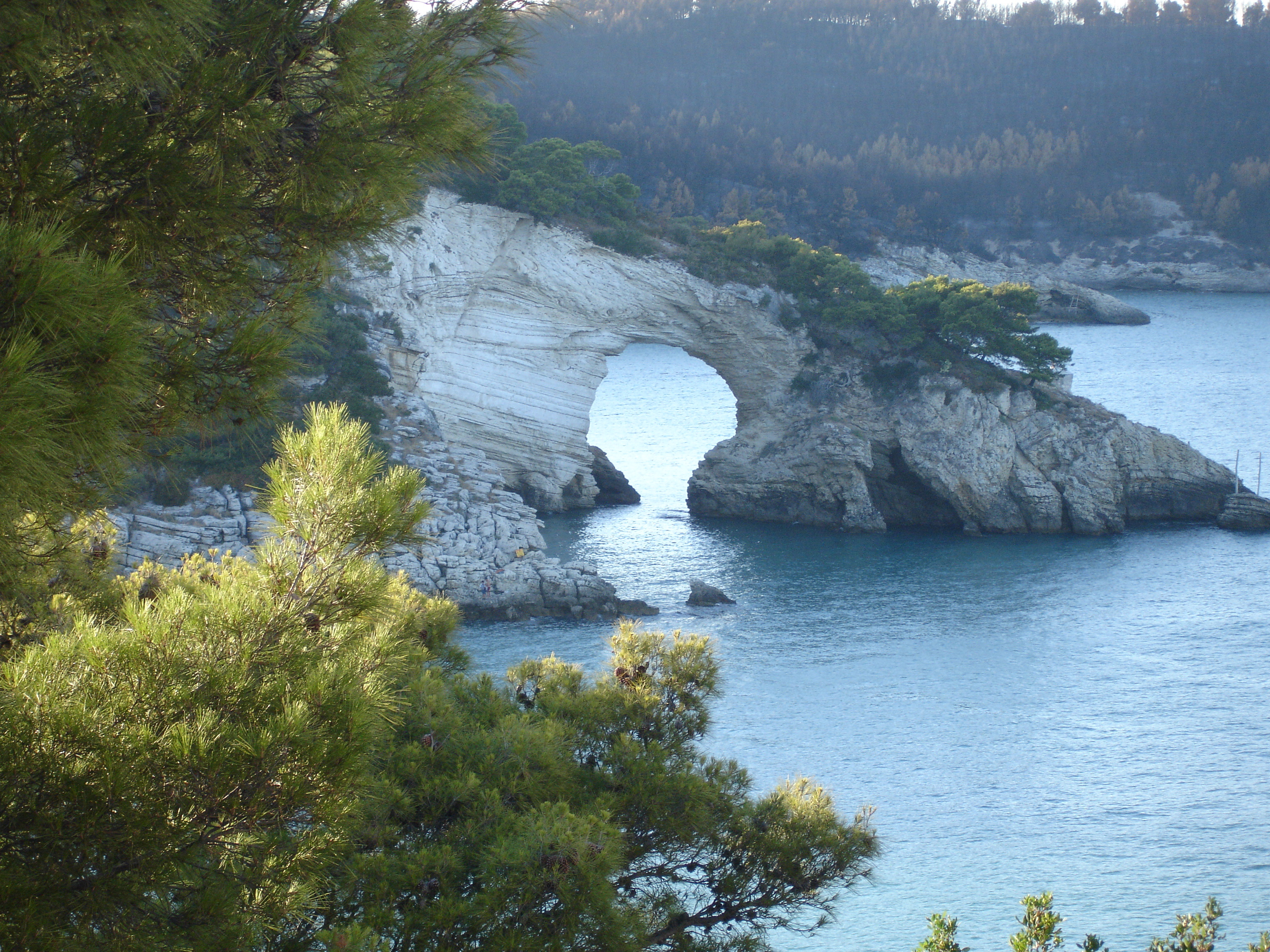
Vieste
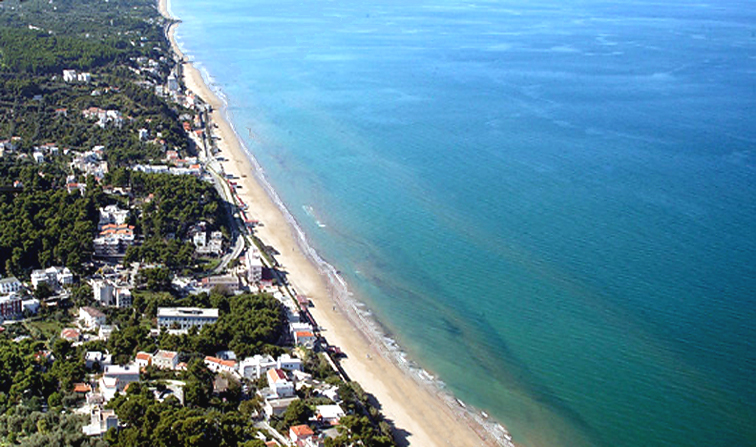
San Menaio
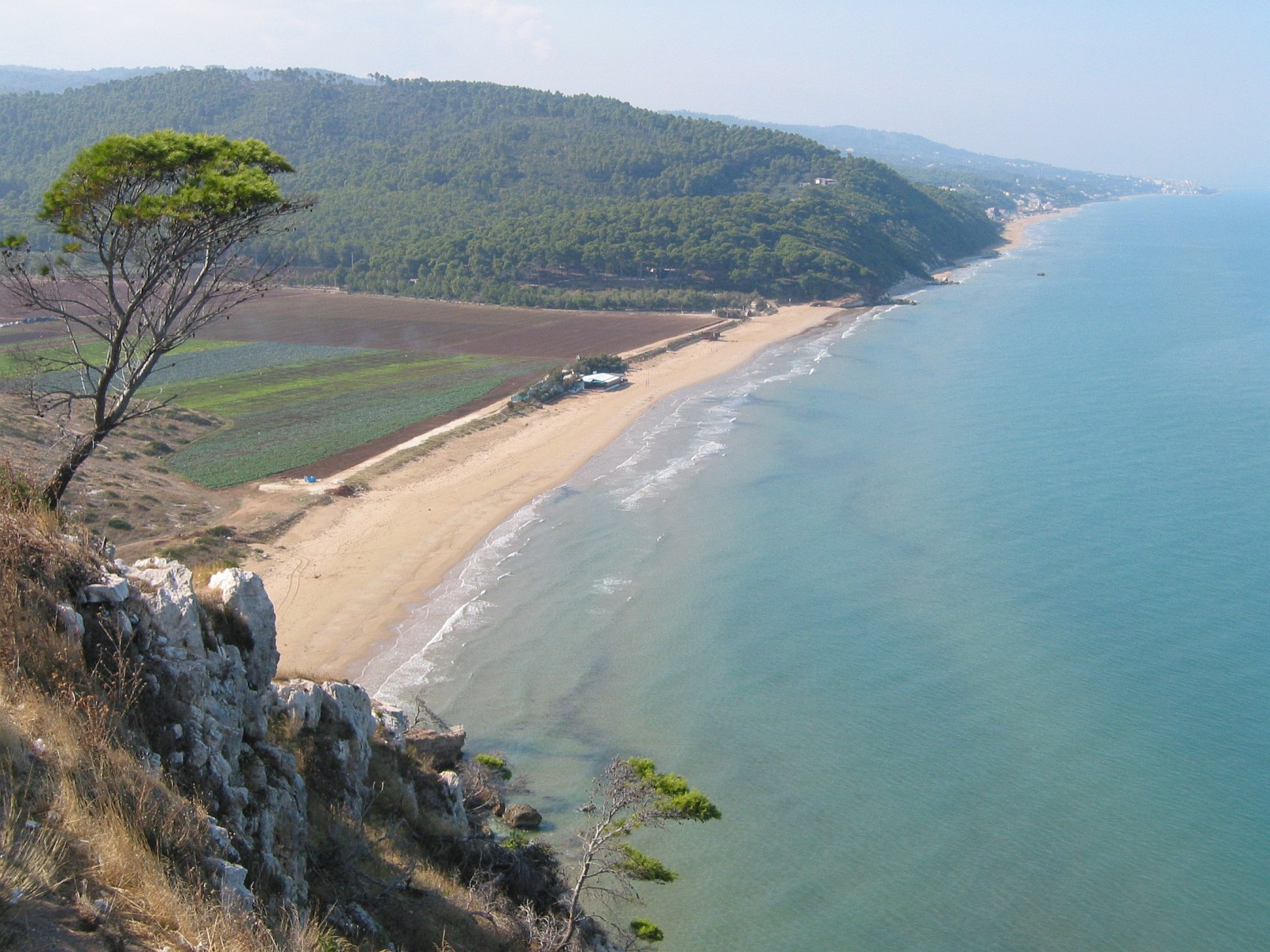
Vách đá Calenella, Vico del Gargano
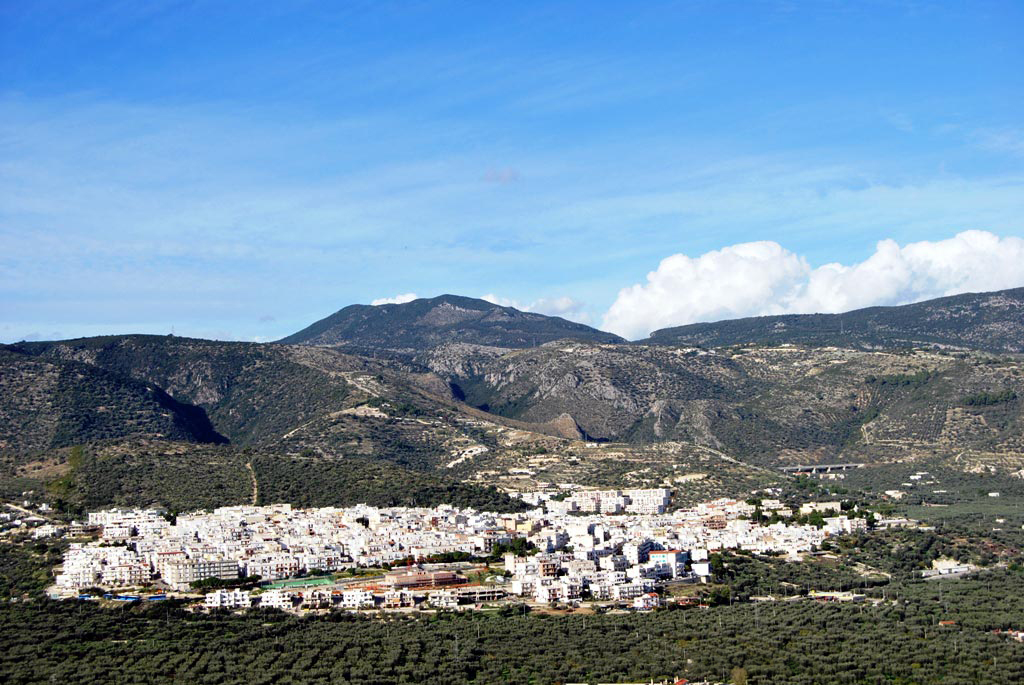
Mattinata
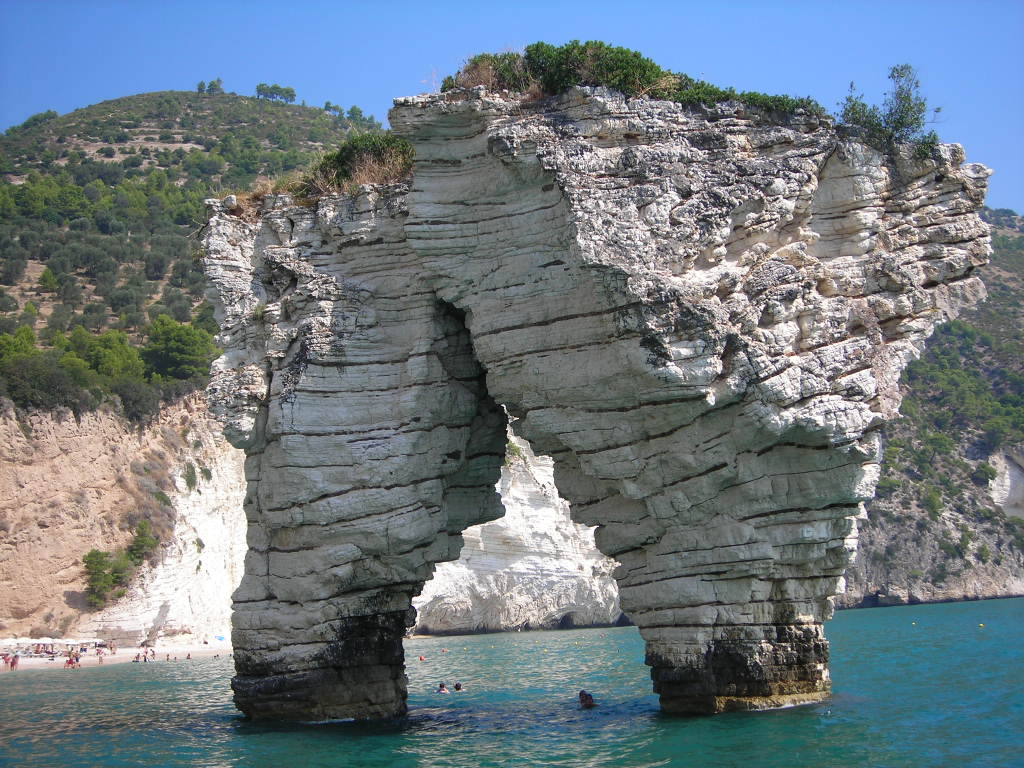
Bãi biển Zagare, Mattinata